# جزیره کانوی
latitudeجزیره کانویlongitudeجزیره کانوی
جزیره کانوی (به انگلیسی: Canvey Island) یک شهرک در بریتانیا است که در اسکس واقع شده‌است.

## خصوصیات
جزیره کانوی ۳۸٬۱۷۰ نفر جمعیت دارد.